# Марсельеза (фильм, 1938)
«Марсельеза» (фр. La Marseillaise) — французский чёрно-белый фильм 1937 года, поставленный в жанре исторической драмы кинорежиссёром Жаном Ренуаром. Эпический рассказ Ренуара о Французской революции сопоставляет роскошную жизнь короля Людовика XVI с бедностью простых людей, которые восстали, чтобы свергнуть монархию в 1789 году. Название фильма происходит от сплачивающей песни, которая выросла из похода крестьян на Бастилию, песни, которая в конечном счете стала французским национальным гимном. В фильме, показывающем тысячи людей, основное внимание уделяется двум членам большого добровольческого батальона, которые помогают революционной армии захватить Тюильри, что привело к публикации Брауншвейгского манифеста и в конечном итоге к падению короля Людовика.

## Сюжет
14 июля 1789 года герцог де Ларошфуко-Лианкур сообщает Людовику XVI, отдыхающему после охоты, о взятии Бастилии. В 1790 году в провансальской деревне местный помещик (у которого есть право вершить суд в мелких делах) судит разорившегося крестьянина за кражу голубя. Крестьянин бежит и встречается в горах с двумя друзьями из Марселя Арно и Бомье, которым предстоит принять участие в штурме марсельского форта Святого Николая. Затем они вместе вступят в батальон из пятисот марсельцев, который дойдет до столицы и принесет парижанам «Боевую песнь Рейнской армии», будущую «Марсельезу» — гимн, которому удастся сплотить вокруг себя всех французов.
В Париже собираются федераты со всех уголков страны; драки и поединки вспыхивают на Елисейских Полях и останавливаются только на время дождя. Король недоволен условиями Брауншвейгского манифеста (25 июля 1792), который должен быть зачитан перед Ассамблеей, но он уступает под давлением королевы и ее советников. Бомье учится есть картошку и со своей невестой Луизон посещает на ярмарке спектакль театра теней. Королева готовится к обороне Тюильри вместе со швейцарцами и верными сторонниками, а король в это время дегустирует помидоры — новое кушанье, привезенное марсельцами и пришедшееся ему по вкусу.
Рёдерер, представитель Парижской коммуны, объясняет королю, что есть лишь один способ спасти его и семью: король должен уйти вместе с ним в Ассамблею, «единственное, что народ уважает». Король соглашается. После нескольких попыток братания разражаются жестокие бои в Тюильри. Бомье смертельно ранен. Его невеста Луизон прибегает к нему перед смертью. В Тюильри казнят аристократов. Рёдерер сообщает об отречении короля. Арно и другие бойцы Марсельского батальона готовятся выступить против пруссаков у Вальми.
... «Марсельеза» — дал мне возможность выразить мою любовь к французам. Своим появлением на свет этот фильм обязан совершенно необычному приёму. Была открыта подписка: подписчики имели право бесплатно присутствовать на премьере. Это позволило финансировать фильм, что доказывает: фильмы можно делать и по подписке, разумеется, при условии, если не рассчитывать на слишком многое и не хочешь стать миллионером.
В «Марсельезе» я рассказываю о марше марсельских волонтёров на Париж и о штурме Тюильри, положившем конец монархии. Вокруг этого исторического эпизода я показываю, как протекала жизнь некоторых из героев драмы. Мы переходим от Людовика XVI к Рёдереру, от королевы — к маленькой работнице, из дворца — на улицу.

## В ролях
- Андрекс — Оноре Арно
- Шарль Блаветт — Жан Бомье
- Эдмон Ардиссон — Жозеф Бомье
- Поль Дюллак — Жавель
- Адольф Отран — барабанщик
- Надя Сибирская — Луизон
- Луи Жуве — Рёдерер, генеральный прокурор
- Элиза Руис — мадам де Ламбаль
- Пьер Ренуар — Людовик XVI
- Лиз Деламар — Мария-Антуанетта
- Уильям Аге — Ларошфуко-Лианкур
- Леон Ларив — Пикар, королвский камердинер
- Жорж Спанелли — Ла Шене
- Жак Катлен — капитан Ланглад
- Эме Кларион — мсье де Сен-Лоран
- Морис Эсканд — помещик
- Гастон Модо — доброволец
- Жюльен Каретт — доброволец

## Премьеры
- Франция — фильм вышел во французский прокат 2 февраля 1938 года[2].
- — премьера в Париже состоялась 9 февраля 1938 года в кинотеатре «Олимпия». Правые газеты резко критикуют фильм, газета компартии Франции «Юманите» поддерживает его[3].
- — с 8 апреля 1938 года фильм вышел на киноэкраны Бельгии[2].
- СССР — в советском прокате с 13 мая 1939 года. Озвучание — «Союзкинопрокат», 1939 г., р/у № 932/39[4].

## О фильме
Фильм, задумывался как амбициозная историческая фреска, первоначально планировалось, что он будет продолжительностью 12 часов. Сначала фильм финансировался путем всенародного подписки, запущенной активистами левых партий и Всеобщей конфедерацией труда, для чего планировалось выпустить и распространить миллион облигаций (билетов) по 2 франка.  Предполагалось, что каждый держатель облигации с началом демонстрации фильма в кинотеатрах мог бы предъявить их в кассу для получения билета. После краха этой системы финансирования фильм подхватила производственная кинокомпания традиционного типа.
Съёмки фильма проходили летом и осенью 1937 года в студиях Бийанкур, неподалёку от Фонтенбло, а также в Эльзасе, в Антибе, в верхнем Провансе, в Париже (на площади Пантеон).

## Критика
Историк искусства Стивен Бенн отмечая, что Ренуар в этом фильме стремился затронуть вопросы проблемы «массового сознания в истории, каким образом оно детерминировало массовые выступления населения» писал, что при этом режиссёр реконструировал «каждый этап процесса, в ходе которого конструируются исторические факты и образы для того, чтобы репрезентировать конкретные ценности и идеологии». По наблюдению Бенна, поиски Ренуара в области восстановления исторических событий были усвоены представителями итальянского неореализма, в частности, Роберто Росселлини.